# Кліфтон (Колорадо)
Кліфтон (англ. Clifton) — переписна місцевість (CDP) в США, в окрузі Меса штату Колорадо. Населення — 20 413 особи (2020).

## Географія
Кліфтон розташований за координатами 39°4′36″ пн. ш. 108°27′37″ зх. д. / 39.07667° пн. ш. 108.46028° зх. д. (39.076582, -108.460316).  За даними Бюро перепису населення США в 2010 році переписна місцевість мала площу 15,72 км², з яких 15,54 км² — суходіл та 0,18 км² — водойми.

## Демографія
Згідно з переписом 2010 року, у переписній місцевості мешкало 19 889 осіб у 7289 домогосподарствах у складі 5125 родин. Густота населення становила 1265 осіб/км².  Було 7715 помешкань (491/км²).
Расовий склад населення:
| - 84,4 % — білих - 1,4 % — корінних американців - 0,9 % — чорних або афроамериканців - 0,5 % — азіатів - 0,1 % — вихідців з тихоокеанських островів - 8,9 % — осіб інших рас |

До двох чи більше рас належало 3,8 %. Частка іспаномовних становила 21,3 % від усіх жителів.
За віковим діапазоном населення розподілялося таким чином: 29,5 % — особи молодші 18 років, 60,8 % — особи у віці 18—64 років, 9,7 % — особи у віці 65 років та старші. Медіана віку мешканця становила 30,3 року. На 100 осіб жіночої статі у переписній місцевості припадало 97,0 чоловіків;  на 100 жінок у віці від 18 років та старших — 95,3 чоловіків також старших 18 років.
Середній дохід на одне домашнє господарство  становив 48 652 долари США (медіана — 39 054), а середній дохід на одну сім'ю — 53 939 доларів (медіана — 42 155). Медіана доходів становила 40 390 доларів для чоловіків та 29 556 доларів для жінок. За межею бідності перебувало 19,2 % осіб, у тому числі 22,5 % дітей у віці до 18 років та 12,6 % осіб у віці 65 років та старших.
Цивільне працевлаштоване населення становило 9138 осіб. Основні галузі зайнятості: освіта, охорона здоров'я та соціальна допомога — 19,5 %, мистецтво, розваги та відпочинок — 14,3 %, роздрібна торгівля — 13,0 %.